# Hålsjön (Tranemo socken, Västergötland)
Hålsjön är en sjö i Tranemo kommun i Västergötland och ingår i Ätrans huvudavrinningsområde.